# غلاديشية برية
غلاديشية برية (الاسم العلمي: Gleditsia fera) هي نوع نباتي يتبع جنس الغلاديشية من فصيلة البقولية.